# Александрийский тип текста

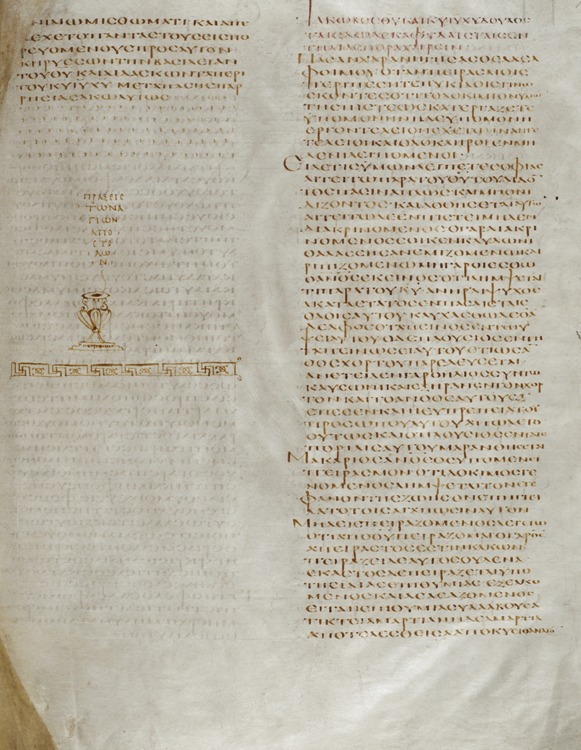
Окончание книги Деяний апостолов (Folio 76r) из Александрийского кодекса, который характеризуется Византийским типом текста в Евангелиях и Александрийским типом текста в остальных книгах Нового Завета

Александрийский тип текста (также называемый нейтральным или Египетским) — это один из четырёх главных типов новозаветного текста. Основные рукописи этого типа датируются концом II века (p66, p75). 
Александрийский тип текста используется для переводов на диалекты коптского языка (саидский перевод, бохейрский перевод), цитируют Климент Александрийский, Ориген (частично).
Рукописи с александрийским типом текста:
| Обозначение | Название                    | Дата    | Рукопись включает       |
| p66         | Bodmer II                   | ок. 200 | Евангелие               |
| p46         | Chester Beatty II           | ок. 200 | Послания Павла          |
| p72         | Bodmer VII/VIII             | III/IV  | 1-2 Петра; Иуды         |
| p75         | Bodmer XIV-XV               | III     | фрагменты Лука — Иоанн  |
| ﬡ           | Синайский кодекс            | 325-350 | Новый Завет             |
| B           | Ватиканский кодекс 1209     | 325-350 | Мф — к Евр. 9, 14       |
| A           | Александрийский кодекс      | ок. 400 | (кроме Евангелий)       |
| C           | Ефремов кодекс              | V       | (кроме Евангелий)       |
| Q           | Вольфенбюттельский кодекс B | V       | фрагменты Лука — Иоанн  |
| T           | Кодекс Борджиа              | V       | фрагменты Лука — Иоанн  |
| Z           | Дублинский кодекс           | VI      | фрагменты Мф            |
| L           | Королевский кодекс          | VIII    | Евангелия               |
| 33          | —                           | IX      | Новый Завет (без Откр.) |
| 2427        | —                           | XIII    | Марк                    |

Другие рукописи
Папирус 1
Санкт-галленский кодекс (Марк), 044, 048, 059, 068, 071, 073, 075, 076, 077, 081, 083, 085, 087, 088, 089, 091, 093 (кроме Деяний), 094, 096, 098, 0101, 0102, 0108, 0111, 0114, 0129, 0142, 0155, 0156, 0162, 0167, 0172, 0173, 0175, 0181, 0183, 0184, 0185, 0201, 0204, 0205, 0207, 0223, 0225, 0232, 0234, 0240, 0243, 0244, 0245, 0247, 0254, 0270, 0271, 0274.

## Особенности Александрийского текста
Александрийский тип текста готовился опытными редакторами, воспитанными на научных традициях Александрии.
По мнению многих современных исследователей, это самый лучший тип текста .